# Giro d'Itàlia de 1953

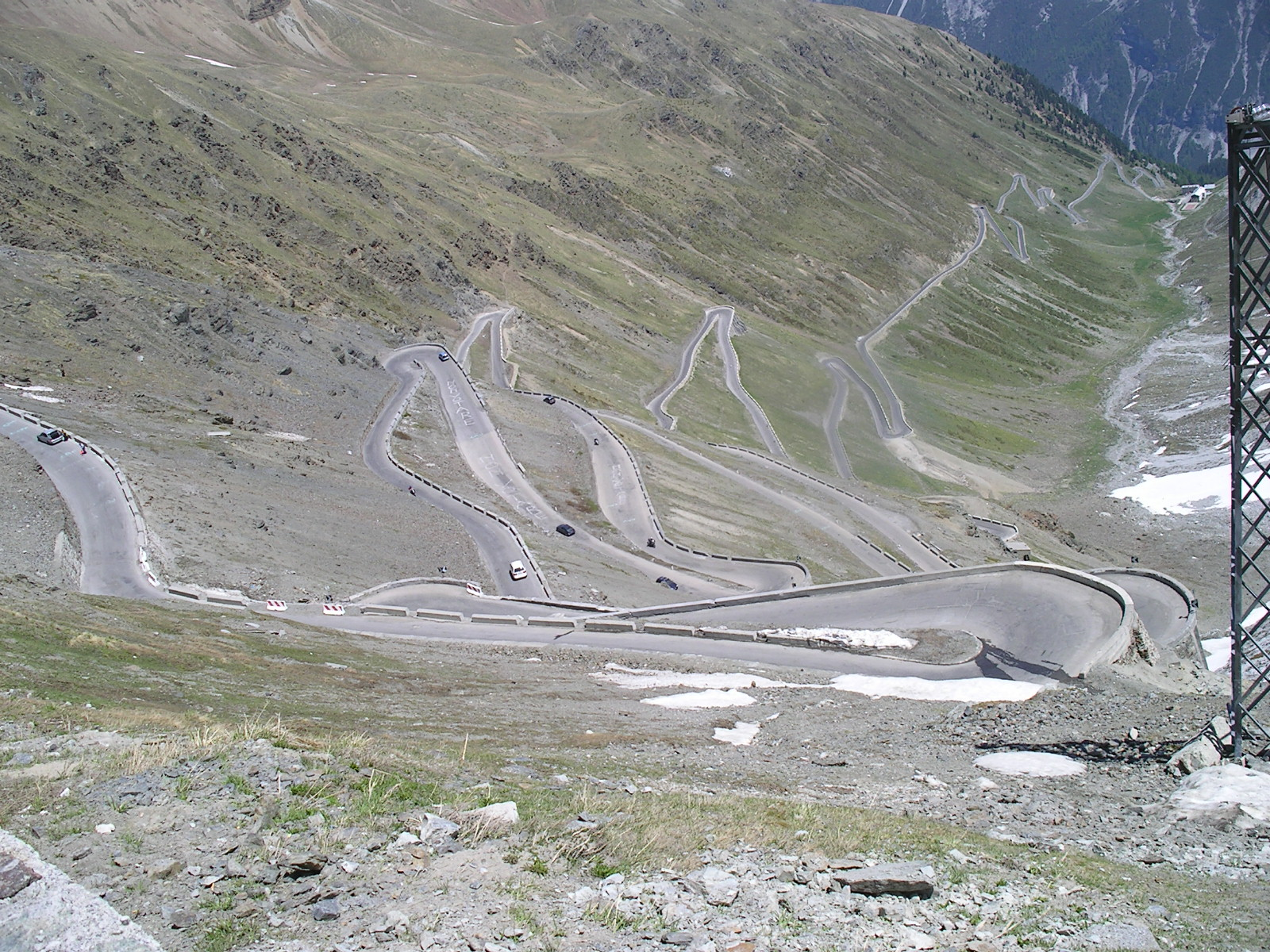
Per primera vegada el Giro d'Itàlia supera l'Stelvio

El Giro d'Itàlia de 1953 fou la trenta-sisena edició del Giro d'Itàlia i es disputà entre el 12 de maig i el 2 de juny de 1953, amb un recorregut de 4.035 km distribuïts en 21 etapes, una d'elles contrarellotge individual i una altra contrarellotge per equips. 112 ciclistes hi van prendre part, acabant-la 72 d'ells. La sortida i arribada es feu a Milà.

## Història
Fausto Coppi guanyà el seu cinquè i darrer Giro d'Itàlia, igualant el rècord d'Alfredo Binda, en treure-li el lideratge a Hugo Koblet en les dues darreres etapes de la cursa. A la 19a etapa, amb quatre ports de muntanya per les Dolomites, Koblet aconseguí mantenir el lideratge en arribar a meta tots dos sols destacats, però en la 20a etapa, en la qual els ciclistes havien de superar per primera vegada en la història del Giro el passo dello Stelvio, Koblet no va poder resistir davant l'atac de Coppi i perdé el lideratge. Pasquale Fornara els acompanyà al podi, a banda de d'aconseguir el mallot de la muntanya.

## Equips
En aquesta edició hi van prendre part 15 equips integrats per set ciclistes cadascun, a excepció de tres equips que es presentaren amb sis components, per formar un gran grup de 102 ciclistes.
| Núm   | Codi | Equip         |
| ----- | ---- | ------------- |
| 1-7   | BEL  | Bèlgica       |
| 8-14  | FRA  | França        |
| 15-21 | NED  | Països Baixos |
| 22-28 | ESP  | Ideor         |
| 29-35 | GUE  | Guerra        |
| 36-42 | BIA  | Bianchi       |
| 43-49 | ARB  | Arbos         |
| 50-56 | ATA  | Atala         |

| Núm     | Codi | Equip      |
| ------- | ---- | ---------- |
| 57-63   | BAR  | Bartali    |
| 64-70   | BOT  | Bottecchia |
| 71-77   | FRE  | Fréjus     |
| 78-84   | GAN  | Ganna      |
| 85-91   | LEG  | Legnano    |
| 92-98   | BEN  | Benotto    |
| 99-105  | TOR  | Torpado    |
| 106-112 | WEL  | Welter     |

## Etapes
| Etapa | Data       | Recorregut                            | Km   | Vencedor d'etapa          | Líder de la general     |
| ----- | ---------- | ------------------------------------- | ---- | ------------------------- | ----------------------- |
| 1a    | 12 de maig | Milà – Abano Terme                    | 263  | Wim van Est (NED)         | Wim van Est (NED)       |
| 2a    | 13 de maig | Abano Terme - Rímini                  | 278  | Pasquale Fornara (ITA)    | Guido de Santi (ITA)    |
| 3a    | 14 de maig | Rímini - San Benedetto del Tronto     | 182  | Albino Crespi (ITA)       | Guido de Santi (ITA)    |
| 4a    | 15 de maig | San Benedetto del Tronto - Roccaraso  | 171  | Fausto Coppi (ITA)        | Pasquale Fornara (ITA)  |
| 5a    | 16 de maig | Roccaraso - Nàpols                    | 149  | Ettore Milano (ITA)       | Pasquale Fornara (ITA)  |
| 6a    | 17 de maig | Nàpols - Roma                         | 285  | Giuseppe Minardi (ITA)    | Guido de Santi (ITA)    |
| 7a    | 18 de maig | Roma - Grosseto                       | 178  | Giovanni Corrieri (ITA)   | Giovanni Corrieri (ITA) |
| 8a    | 18 de maig | Grosseto - Follonica (CRI)            | 48,5 | Hugo Koblet (SUI)         | Hugo Koblet (SUI)       |
| 9a    | 19 de maig | Follonica - Pisa                      | 114  | Rik van Steenbergen (BEL) | Hugo Koblet (SUI)       |
| 10a   | 21 de maig | Pisa - Mòdena                         | 189  | Fiorenzo Magni (ITA)      | Hugo Koblet (SUI)       |
| 11a   | 22 de maig | Mòdena - Mòdena (CRE)                 | 30   | Bianchi (ITA)             | Hugo Koblet (SUI)       |
| 12a   | 23 de maig | Mòdena - Gènova                       | 278  | Giorgio Albani (ITA)      | Hugo Koblet (SUI)       |
| 13a   | 24 de maig | Gènova - Bordighera                   | 256  | Oreste Conte (ITA)        | Hugo Koblet (SUI)       |
| 14a   | 25 de maig | Bordighera - Torí                     | 242  | Pietro Giudici (ITA)      | Hugo Koblet (SUI)       |
| 15a   | 26 de maig | Torí - San Pellegrino Terme           | 232  | Nino Assirelli (ITA)      | Hugo Koblet (SUI)       |
| 16a   | 28 de maig | San Pellegrino Terme - Riva del Garda | 279  | Fiorenzo Magni (ITA)      | Hugo Koblet (SUI)       |
| 17a   | 29 de maig | Riva del Garda - Vicenza              | 166  | Bruno Monti (ITA)         | Hugo Koblet (SUI)       |
| 18a   | 30 de maig | Vicenza - Auronzo di Cadore           | 186  | Bruno Monti (ITA)         | Hugo Koblet (SUI)       |
| 19a   | 31 de maig | Auronzo di Cadore - Bolzano           | 164  | Fausto Coppi (ITA)        | Hugo Koblet (SUI)       |
| 20a   | 1 de juny  | Bolzano - Bormio                      | 125  | Fausto Coppi (ITA)        | Fausto Coppi (ITA)      |
| 21a   | 2 de juny  | Bormio - Milà                         | 220  | Fiorenzo Magni (ITA)      | Fausto Coppi (ITA)      |

## Classificacions finals

### Classificació general
| Classificació General                  | Classificació General   | Classificació General | Classificació General |
| Pos.                                   | Ciclista                | Equip                 | Temps                 |
| -------------------------------------- | ----------------------- | --------------------- | --------------------- |
| 1                                      | Fausto Coppi (ITA)      | Bianchi               | 118h 37' 26"          |
| 2                                      | Hugo Koblet (SUI)       | Guerra                | + 1' 29"              |
| 3                                      | Pasquale Fornara (ITA)  | Bottecchia            | + 6' 55"              |
| 4                                      | Gino Bartali (ITA)      | Bartali               | + 14' 08"             |
| 5                                      | Angelo Conterno (ITA)   | Fréjus                | + 20' 51"             |
| 6                                      | Stan Ockers (BEL)       | Locomotief-Girardengo | + 24' 14"             |
| 7                                      | Giovanni Roma (ITA)     | Bottecchia            | + 24' 35"             |
| 8                                      | Guido de Santi (ITA)    | Benotto               | + 25' 06"             |
| 9                                      | Fiorenzo Magni (ITA)    | Ganna                 | + 25' 39"             |
| 10                                     | Vincenzo Rossello (ITA) | Ganna                 | + 26' 21"             |
| 112 participants, 72 acabaren la cursa |                         |                       |                       |

### Classificació de la muntanya
|   | Ciclista               | Equip      | Punts |
| - | ---------------------- | ---------- | ----- |
| 1 | Pasquale Fornara (ITA) | Bottecchia | --    |
| 2 | Fausto Coppi (ITA)     | Bianchi    | --    |
| 3 | Gino Bartali (ITA)     | Bartali    | --    |